# Falka Vívóiskola
A Falka Vívóiskola egy felvidéki magyar HEMA szervezet. A vívóiskola tagjai főleg a középkori történelmi európai harcművészetek hiteles oktatásával és kutatásával foglalkoznak korabeli vívókönyvek alapján. A Falka Vívóiskola oktatói 2006 óta gyakorolják a HEMA-vívást, jelenlegi jogi formájában 2014 óta működik a szervezet.

## A vívóiskola története
A Falka Vívóiskola 2013 novemberében lett alapítva, Czelder József és Száraz István voltak a szervezet alapítói. A következő évben megtörtént a vívóiskola hivatalos bejegyzése polgári társulásként. Czelder József és Kacz Gábor 2006-ban kezdte el a történelmi vívást tanulását a Kard Rendje Vívóiskolában, pár évvel később, 2010-ben csatlakozott hozzájuk Károly Zsolt.
A szervezet jó kapcsolatokat ápol számos magyarországi HEMA-vívóiskolával (Ars Ensis).

## Oktatott fegyvernemek

### Hosszúkard

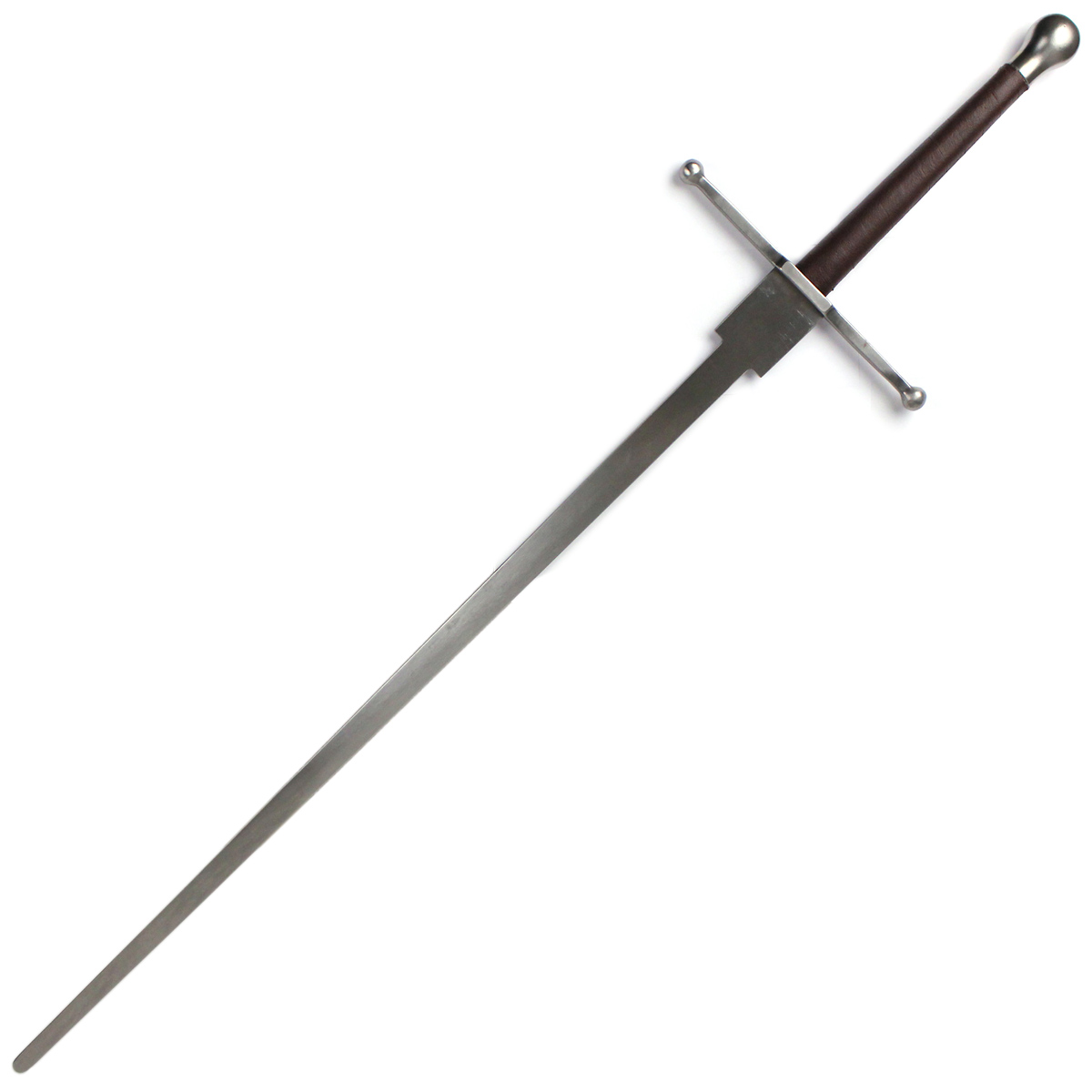
Fém vívókard (feder)

A vívóiskola alapfegyvere a hosszúkard. Haladó szinten a kötött gyakorláshoz és a HEMA-védőfelszerelésben folytatott szabadvíváshoz a középkori minták alapján gyártott modern vívókardokat (feder, németül: Fechtfeder, Federschwert) használnak a tagok.

### Szablya

#### Versenyzés
A hagyományok tisztelete mellett a Falka Vívóiskola tagjai fontosnak tartják a valódi vívótudást, ezért rendszeresen indulnak különféle HEMA-versenyeken, több fegyvernemben is. Ma már elérhetőek olyan – fém vagy műanyag – vívóeszközök és védőfelszerelések, melyekkel biztonságosan lehet szabadvívni más vívóiskolák versenyzőivel.
Az eredményes versenyzés, a ranglistán elért egyre jobb helyezés kiválóan mutatja az adott vívócsapat és az egyes tagok technikai, taktikai stb. fejlődését. Jelenleg már létezik egy olyan nemzetközi ranglista (HEMA Ratings), amely a különféle történelmi vívóversenyeken nyújtott teljesítmény alapján rangsorolja a HEMA-vívókat. Hazákban a 2014-ben alakult Magyar Hosszúkardvívó Sportszövetség (MHS) rendez olyan országos vívóversenyeket, melyek eredményei felkerülnek erre listára.
A csapatból jelenleg 7 fő szerepel a nemzetközi vívóranglistán (HEMA Ratings): Falka

### Videók
- A Falka Vívóiskola YT-csatornája. youtube.com. (Hozzáférés: 2020. augusztus 10.)